# 関屋駅 (奈良県)
関屋駅（せきやえき）は、奈良県香芝市関屋にある近畿日本鉄道（近鉄）大阪線の駅である。駅番号はD20。
2005年春頃より「大阪樟蔭女子大学前」の副名標がついていたが、駅最寄の同大学の関屋キャンパスは2015年3月限りで廃止され、2015年11月の駅名標の駅ナンバリング対応に伴って副名標は外された。

## 歴史
- 1927年（昭和2年）7月1日：大阪電気軌道八木線（現在の大阪線）の恩智 - 高田（現・大和高田）間開通と同時に開業[1]。
- 1941年（昭和16年）3月15日：参宮急行電鉄との会社合併により、関西急行鉄道の駅となる[1]。
- 1944年（昭和19年）6月1日：会社合併により近畿日本鉄道の駅となる[1]。
- 1992年（平成4年）10月16日：当駅 - 大阪教育大前駅間の上り線が新玉手山トンネルを経由する新線に切り替えられる[1]。同月28日には下り線の切り替えも完了[1]。
  - 従来使用していた玉手山トンネルは新玉手山トンネルの手前にあり、その入口までは工事用車輌用の置き場所となっている。列車から確認できる。
- 2007年（平成19年）4月1日：PiTaPa使用開始[2]。

## 駅構造
相対式ホーム2面2線を有する地上駅。橋上駅舎を備え、出口は北、北東、南東の3ヵ所に設けられている。改札口は1ヵ所のみ。
大和高田駅管理の有人駅で、PiTaPa・ICOCA対応の自動改札機および自動精算機（回数券カードおよびICカードのチャージに対応）が設置されている。

### のりば
| のりば | 路線     | 方向 | 行先           |
| ------ | -------- | ---- | -------------- |
| 1      | D 大阪線 | 下り | 名張方面       |
| 2      | D 大阪線 | 上り | 大阪上本町方面 |

## 当駅乗降人員
近年における当駅の1日乗降人員の調査結果は以下の通り。
- 2023年11月7日：3,097人
- 2022年11月8日：3,163人
- 2021年11月9日：3,102人
- 2018年11月13日：4,122人
- 2015年11月10日：4,459人
- 2012年11月13日：5,873人
- 2010年11月9日：6,117人
- 2008年11月18日：6,371人
- 2005年11月8日：6,220人

## 利用状況
近年の1日平均乗車人員は以下の通りである。
| 年度               | 1日平均 乗車人員 |
| ------------------ | ---------------- |
| 1985年（昭和60年） | 2,913            |
| 1986年（昭和61年） | 2,984            |
| 1987年（昭和62年） | 3,299            |
| 1988年（昭和63年） | 3,589            |
| 1989年（平成元年） | 3,410            |
| 1990年（平成2年）  | 3,496            |
| 1991年（平成3年）  | 3,685            |
| 1992年（平成4年）  | 3,800            |
| 1993年（平成5年）  | 3,823            |
| 1994年（平成6年）  | 3,761            |
| 1995年（平成7年）  | 3,703            |
| 1996年（平成8年）  | 3,558            |
| 1997年（平成9年）  | 3,456            |
| 1998年（平成10年） | 3,302            |
| 1999年（平成11年） | 3,214            |
| 2000年（平成12年） | 3,049            |
| 2001年（平成13年） | 3,002            |
| 2002年（平成14年） | 2,983            |
| 2003年（平成15年） | 3,083            |
| 2004年（平成16年） | 3,279            |
| 2005年（平成17年） | 3,305            |
| 2006年（平成18年） | 3,312            |
| 2007年（平成19年） | 3,289            |
| 2008年（平成20年） | 3,265            |
| 2009年（平成21年） | 3,209            |
| 2010年（平成22年） | 3,142            |
| 2011年（平成23年） | 2,989            |
| 2012年（平成24年） | 2,933            |
| 2013年（平成25年） | 2,959            |
| 2014年（平成26年） | 2,789            |
| 2015年（平成27年） | 2,233            |
| 2016年（平成28年） | 2,178            |
| 2017年（平成29年） | 2,142            |
| 2018年（平成30年） | 2,061            |
| 2019年（令和元年） | 1,961            |

## 駅周辺
- 香芝市立香芝西中学校
- 香芝市立関屋小学校
- 智辯学園奈良カレッジ小学部・中学部・高等部
- 香芝関屋郵便局
- 屯鶴峯（どんづるぼう）
- 大阪樟蔭女子大学関屋キャンパス（2014年度限りで廃止）

### 近辺住宅地
- 青葉台（関屋北）
- 近住（近鉄住宅・関屋北）
- 桜ヶ丘（穴虫）
- 田尻（田尻）
- あしびハイツ（上中）

## バス路線
香芝市コミュニティバス
- 田尻ルート　関屋西停留所
  - 田尻行き／総合福祉センター経由 香芝市役所行き
  - 木曜と一部の祝日および12月27日 - 1月4日を除き、1日5往復が運行されている。

## 隣の駅
近畿日本鉄道
D 大阪線
■快速急行・■急行
通過
■準急・■区間準急・■普通
大阪教育大前駅 (D19) - 関屋駅 (D20) - 二上駅 (D21)